# Asienspiele 2022/Kabaddi
Bei den Asienspielen 2022 wurden vom 2. bis 7. Oktober 2023 insgesamt zwei Wettbewerbe im Kabaddi ausgetragen, davon je einer bei den Männern und bei den Frauen. Austragungsort war das Guali Cultural & Sports Centre.

## Bilanz

### Medaillenspiegel
| Platz  | Land              | Gold | Silber | Bronze | Gesamt |
| ------ | ----------------- | ---- | ------ | ------ | ------ |
| 1      | Indien            | 2    | —      | —      | 2      |
| 2      | Chinesisch Taipeh | —    | 1      | 1      | 2      |
| 2      | Iran              | —    | 1      | 1      | 2      |
| 4      | Nepal             | —    | —      | 1      | 1      |
| 4      | Pakistan          | —    | —      | 1      | 1      |
| Gesamt | Gesamt            | 2    | 2      | 4      | 8      |

### Medaillengewinner
| Disziplin | Gold | Silber | Bronze | Bronze |
| --------- | --- | --- | --- | --- |
| Männer    | IndienNitesh Kumar Parvesh Bhainswal Sachin Tanwar Surjeet Singh Narwal Vishal Bhardwaj Arjun Deshwal Aslam Inamdar Naveen Kumar Pawan Sehrawat Sunil Kumar Nitin Rawal Akash Shinde | IranFazel Atrachali Amirhossein Bastami Milad Jabbari Mohammdreza Kaboudarahangi Reza Mirbagheri Alireza Mirzaeian Hamid Mirzaei Mohammad Esmaeil Nabibakhsh Mohammadkazem Naseri Mohammadreza Shadloui Moein Shafaghi Amirmohammad Zafar Danesh | Chinesisch TaipehHuang Tzu-ming Li Hao-wei Lin I-ching Chang Chia-ming Li Jyun-jie Yu Hao-cheng Wu Wei-jheng Wang Lunchu Huang Jih-hung Chang Chung-mao Chen Zheng-wei Tsai Chung-hao                        | PakistanNasir Ali Waseem Sajjad Muhammad Nadeem Muhammad Rizwan Abid Hussain Waqar Ali Tahseen Ullah Usman Zada Mudassar Ali Kashif Razzaq Muhammad Imran Hassan Raza               |
| Frauen    | IndienAkshima Singh Jyoti Pooja Thakur Pooja Narwal Priyanka Pushpa Sakshi Kumari Ritu Negi Nidhi Sharma Sushma Sharma Snehal Pradeep Shinde Sonali Vishnu Shingat                   | Chinesisch TaipehLin I-min Chuang Ya-hun Hu Yu-chen Huang Ssu-chin Yen Chiao-wen Ren Ming-xiu Kang Yung-chiao Feng Hsiu-chen Qin Pei-jyun Huang Yi-yun Liu Yi-ju Wu Yu-jung                                                                      | IranGhazal Khalaj Mahboobeh Sanchooli Zahra Karimi Saeideh Jafari Sedigheh Jafari Roya Davoudian Farideh Zarif Doost Mohaddeseh Rajabloo Fatemeh Khodabandehloo Fatemeh Mansouri Maryam Solgi Raheleh Naderi | NepalManmati Bist Nitu Gurung Menuka Kumari Rajbanshi Jayanti Badu Arpana Chaudhary Srijana Kumari Tharu Sunita Thapa Rabina Chaudhary Kalawati Pant Anuja Kulung Rai Ganga Ghimire |